# Riccardo Pieri
Riccardo Cesare Pieri (Trieste, 7 novembre 1920 – 1965) è stato un arbitro di calcio italiano.

## Carriera
Arbitrò il suo primo incontro in Serie A, il pareggio a reti bianche tra Modena ed Alessandria, il 16 febbraio 1947.
L'ultimo, dopo tredici stagioni e 174 incontri arbitrati, fu il pareggio per uno ad uno tra Fiorentina e Roma il 2 giugno 1959..
Nel 1955 vinse l'ambito "Premio Giovanni Mauro".
Fu anche arbitro internazionale, tra il 1951 e il 1957, dirigendo anche nazionali del calibro della Spagna e dell'Inghilterra.
Divenne dirigente della sezione dell'AIA di Trieste, rivestendo il ruolo per sette anni.
Deceduto prematuramente nel 1965, in suo onore, oltre ad intitolargli la sezione triestina dell'Associazione Italiana Arbitri, è stato creato il Premio Pieri per i migliori arbitri, sino al 1976 in ambito nazionale ed in seguito regionale. Il Comitato Provinciale di Trieste della Lega Nazionale Dilettanti della FIGC organizzò in suo onore anche un torneo calcistico.